# Wheels (Kansas)
Wheels è un EP del gruppo musicale statunitense Kansas, pubblicato nel 1994 dalla Epic Records. Esso contiene delle demo delle registrazioni originali di alcuni brani, prima che essi venissero incisi nei rispettivi album.

## Descrizione
Venne distribuito per primo negli Stati Uniti e in tiratura limitata a 20 000 copie.

## Tracce
1. Wheels – 5:02 (Steve Walsh)
2. Can I Tell You – 3:25 (Kerry Livgren, Steve Walsh)
3. Carry On Wayward Son – 5:31 (Kerry Livgren)
4. Dust in The Wind – 3:11 (Kerry Livgren)
5. Hold On – 3:11 (Dave Hope, Kerry Livgren)